# Bulia morelosa
Bulia morelosa là một loài bướm đêm trong họ Erebidae.